# Walter Bache
Walter Bache (Birmingham, Reino Unido, 19 de junio de 1842-Londres, 26 de marzo de 1888) fue un pianista y director de orquesta británico, destacado por su defensa de la música del compositor Franz Liszt y de otros miembros de la Nueva Escuela Alemana en Inglaterra. Estudió de forma privada con Liszt en Italia entre 1863 y 1865, siendo uno de los pocos alumnos a los que se lo permitió, y continuó asistiendo regularmente a clases magistrales con él en Weimar (Alemania) hasta 1885, incluso después de iniciar su carrera en solitario. Este periodo de estudio no fue igualado por ningún otro alumno de Liszt y dio lugar a un vínculo particularmente estrecho entre ambos. Tras las dudas iniciales por parte de los críticos ingleses debido a que era alumno de Liszt, Bache fue aclamado públicamente por su destreza al teclado, incluso cuando partes de su repertorio habían sido cuestionadas.
Su principal logro fue el establecimiento de la música de Liszt en Inglaterra, a lo que se dedicó desinteresadamente entre 1865 y su muerte, en 1888. Esto sucedió cuando la Guerra de los románticos estaba en su apogeo, cuando las facciones musicales conservadoras y liberales discutían abiertamente sobre el futuro de la música clásica y los méritos de las composiciones escritas en sus respectivas escuelas. Bache programó varias de las obras orquestales y corales a través de una serie anual de conciertos, que financió, organizó y promovió en solitario. Asimismo, dio una serie anual de recitales que incorporaba música para piano de Liszt.
La estrategia de Bache para la presentación de estas obras fue la de familiarizar al público con ellas. Interpretó los arreglos para piano de dos de las obras orquestales de Liszt antes del estreno de la versión original y programó algunos de los Poemas sinfónicos del compositor húngaro poco después de que fueran estrenados en The Crystal Palace. También proporcionó notas de programa informativas y expertas, escritas por los principales analistas musicales y amigos íntimos en el círculo de Liszt. La prensa musical inglesa, aunque era en general hostil a la música que presentó, señaló y agradeció los esfuerzos de Bache. Liszt se mostró agradecido, ya que sin Bache, según reconoció, su música no podría haber alcanzado el punto de apoyo que logró.

## Biografía

### Infancia y adolescencia

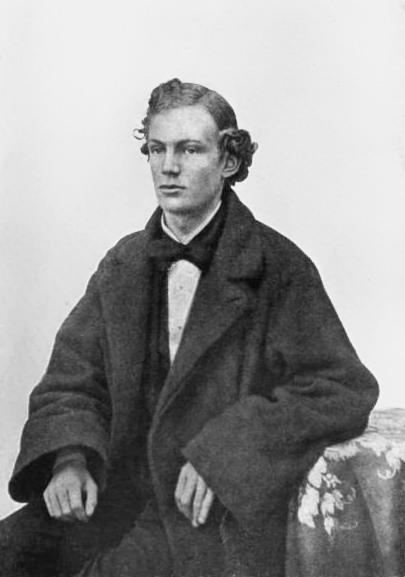
Walter Bache como estudiante de la Universidad de Leipzig.

Walter Bache nació el 19 de junio de 1842 en Birmingham (Reino Unido). Fue el segundo hijo del conocido ministro unitario Samuel Bache, que dirigía una escuela privada junto a su mujer, Emily Higginson. Su hermano mayor, Francis Edward Bache, fue compositor y organista, mientras que su hermana, Constance Bache, fue compositora, pianista y profesora y, posteriormente, escribió la biografía conjunta de ambos hermanos con el título Brother Musicians (Hermanos músicos). Recibió cierta educación musical rudimentaria en la escuela de su padre, pero siguió siendo un chico despreocupado, mediocre y juerguista hasta que siguió los pasos de su hermano Edward. Como él, estudió con el organista de Birmingham James Stimpson y, en agosto de 1858, cuando tenía dieciséis años, ingresó en el Conservatorio de Leipzig. Se suponía que su padre lo acompañaría a la universidad, pero no pudo hacerlo porque tuvo que cuidar a Edward, que se estaba muriendo de tuberculosis. Sin inmutarse, hizo el viaje por su cuenta, uno de los primeros indicios de su independencia.
En Leipzig, Bache estudió piano con Ignaz Moscheles y composición con Carl Reinecke. También entabló amistad con su compañero Arthur Sullivan, quien escribió «no puede tocar bien, pero [...] ha escrito algunas cosas que creo muestran su gran talento». Otro compañero de estudios de Bache que lo conocía bien, aunque no tuvieron una relación especialmente estrecha, fue Edvard Grieg. Mientras que en la ciudad habían pasado los días felices que había experimentado bajo la influencia de Felix Mendelssohn, resultó útil para Bache la exposición a artistas como Pauline Viardot-García, Giulia Grisi, Joseph Joachim y Henri Vieuxtemps y a la música de Ludwig van Beethoven, Vincenzo Bellini, Frédéric Chopin, Moritz Hauptmann y Mendelssohn. Se dedicó a sus estudios de piano, pero para su propia admisión gastó mucho tiempo en Leipzig y careció de rumbo.; Walker, 2005, p. 107 En Brother Musicians, Constance cita a «un músico de gran importancia», un integrante de su círculo de amigos (posiblemente Sullivan o el pianista Franklin Taylor), quien explicó: «Usted no vio que en Leipzig nadie fuera obligado a trabajar, allí no había una particular supervisión; y siempre había mucho que hacer, en el ámbito del entretenimiento, para los menos enérgicos. En lo que se refiere a mi recuerdo de Bache, en esa época solía trabajar a trompicones, haciendo con frecuencia resoluciones excelentes, cuyo efecto no duraba muchos días».
Al terminar sus estudios de piano en diciembre de 1861, cuando tenía diecinueve años, viajó a Italia y se estableció en Milán y Florencia, con la intención de sumergirse en la cultura italiana antes de volver a Inglaterra. En Florencia conoció a Jessie Laussot, «que había fundado una floreciente sociedad musical en la ciudad [...] y estaba íntimamente familiarizada con Liszt, Wagner, Hans von Bülow y otros músicos destacados». Si bien Laussot permaneció amablemente dispuesta hacia Bache, también se percató rápidamente de su carácter despreocupado y decidió ayudarlo. Lo animó a enseñar armonía, además de piano y, a continuación, concertó una clase de armonía para la que se reunía por la mañana temprano en algún lugar lejos de la ciudad y que lo ayudaría a no quedarse dormido. Facilitó su camino hacia la alta sociedad y también le sugirió, después de oírlo interpretar en varios conciertos locales, que viajara a Roma para conocer a Liszt. Sin embargo, insistió en que Bache debía viajar sin ninguna carta de recomendación de ella, porque quería que el compositor húngaro lo juzgara únicamente por sus propios méritos.

### Estudios con Liszt

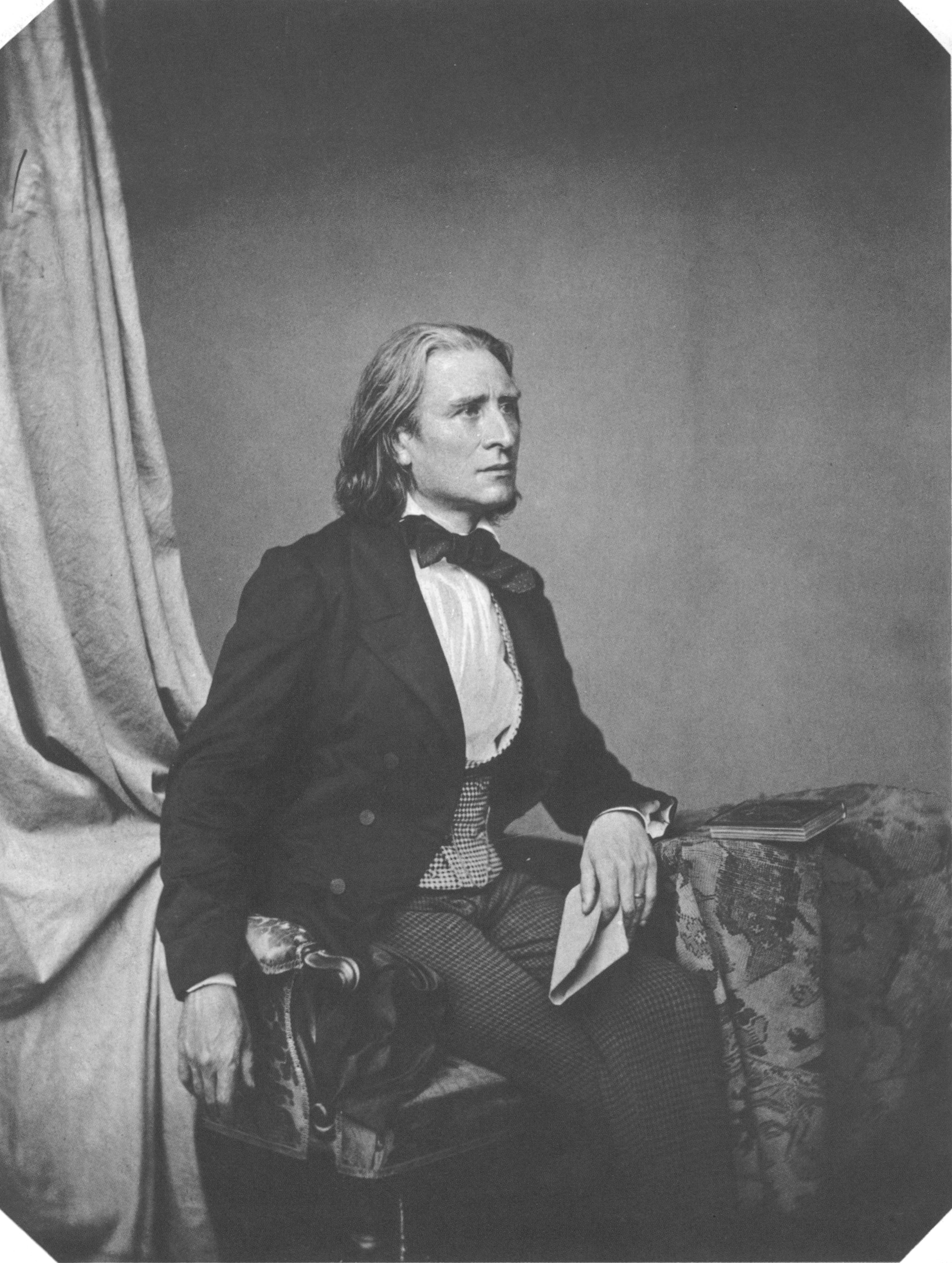
Walter Bache se convirtió en alumno de Franz Liszt en Roma en 1863.

Bache llegó a Roma en junio de 1862. Después de cierta confusión inicial (Liszt creyó erróneamente que Bache, que estaba nervioso y con la lengua trabada, era alguien que quería pedirle dinero),; Walker, 2005, p. 108 el compositor húngaro dio la bienvenida al inglés. Recibió dos o tres lecciones improvisadas; entre ellas, algunas actuaciones de música de cámara, gracias a la recomendación de Liszt. Finalmente, el húngaro sugirió que si Bache estaba dispuesto a trasladarse a Roma el año siguiente, lo aceptaría como alumno. Teniendo en cuenta «la mayor ventaja posible que podía tener», Walter escribió a Constance:

I hope I have not exaggerated in talking about Liszt; he won't make me anything wonderful, so that I can come home and set the Thames on fire—not at all, so don't expect it; but—his readings or interpretations are greater and higher than anyone else's; if I can spend some time with him and go through a good deal of music with him, I shall pick up at least a great deal of his ideas;[...] The two or three lessons I had of him this summer showed me what an immensity I might learn.
Espero no haber exagerado al hablar sobre Liszt; no va a hacerme nada maravilloso, de modo que pueda volver a casa y triunfar —en absoluto, así que no lo esperes; pero— sus lecturas o interpretaciones son mejores y de mayor calidad que las de cualquier otro; si pudiera pasar algún tiempo con él y analizara muchísima música con él, podría captar al menos gran parte de sus ideas; [...] Las dos o tres lecciones que me impartió este verano me mostraron qué inmensidad podría aprender.

Después de una visita a Birmingham, Bache se trasladó a Roma en 1863, ciudad en la que vivió durante los siguientes dos años. Allí recibió lecciones privadas de Liszt, siendo uno de los pocos privilegiados que pudo hacerlo; la mayoría de los alumnos del compositor húngaro sólo recibieron clases magistrales. También escuchó a Liszt interpretar su propia música en numerosas ocasiones en salones privados, incluyendo una entonces extraña interpretación de la Sonata para piano en si menor. Liszt lo ayudó a prepararse para varios conciertos en Roma y lo animó a aprender algunas piezas difíciles que Bache inicialmente creía incapaz de interpretar; esas piezas incluían una transcripción del propio Liszt del vals de Fausto de Charles Gounod y el vals «Patineurs» de la ópera Le prophète de Giacomo Meyerbeer. Estas lecciones, la amabilidad con la que Liszt se mostraba continuamente y, en general, la exposición de Bache hacia el compositor húngaro, lo convirtieron en una experiencia decisiva en su vida. Liszt esperaba que Bache trabajara duro y este aplicó todo su empeño en sus estudios de teclado. El mismo «músico de gran importancia» que citaba Constance sobre los años de Walter en Leipzig también afirmó que «no podía haber dudas de que fue su amistad con Liszt lo que le facilitó el entusiasmo y poder mantener su duro trabajo lo que lo distinguió durante su carrera en Londres, y que fue frecuente el asombro de estos a quienes había conocido en sus primeros años».
Bache se ganó la vida como organista de la iglesia inglesa de la ciudad, donde el pastor había conocido previamente a su hermano Edward. Como su reputación como intérprete creció, también recibió encargos como profesor. Estas dos actividades le garantizaron seguridad financiera. También conoció a varios jóvenes músicos talentosos, incluyendo a su condiscípulo Giovanni Sgambati y al violinista Ettore Pinelli. Durante esa época, Bache comenzó a explorar el repertorio para dos pianos, especialmente los arreglos del poema sinfónico Los preludios de su profesor y la Wanderer Fantasy de Franz Schubert, que interpretó con Sgambati en concierto. Los arreglos para dos pianos de los poemas sinfónicos de Liszt se convertirían en una importante característica de la serie de conciertos de Bache, una vez que hubo regresado a Inglaterra. También fue activo en música de cámara; las obras que interpretó durante esa época incluían la sonata para violonchelo de Chopin, las variaciones para violín David-Pinelli, el trío para piano en re menor de Mendelssohn, un trío para piano de Antón Rubinstein y una sonata para violín arreglada para viola, obra de Robert Schumann.
Los estudios de Bache con Liszt no concluyeron cuando abandonó Italia. Asistió a clases magistrales regularmente con el compositor húngaro en Weimar hasta 1885. Este periodo de estudio fue inigualable por cualquier otro alumno de Liszt y dio lugar a una relación particularmente estrecha con él. También buscó a su condiscípulo Hans von Bülow para recibir clases en 1871; los dos pasaron mucho tiempo juntos, lo que resultó en una amistad para toda la vida. El hecho de que Bache tuviera en gran estima el asesoramiento de Bülow lo demuestra su advertencia a Jessie Laussot de «nunca más intento 'marcar, aprender y digerir internamente' [la Fantasía y fuga cromática] sin tener la edición de Bülow [...] es espléndida, muy equivalente a haber tenido una lección sobre ello con Liszt».

### Promoción de la música de Liszt

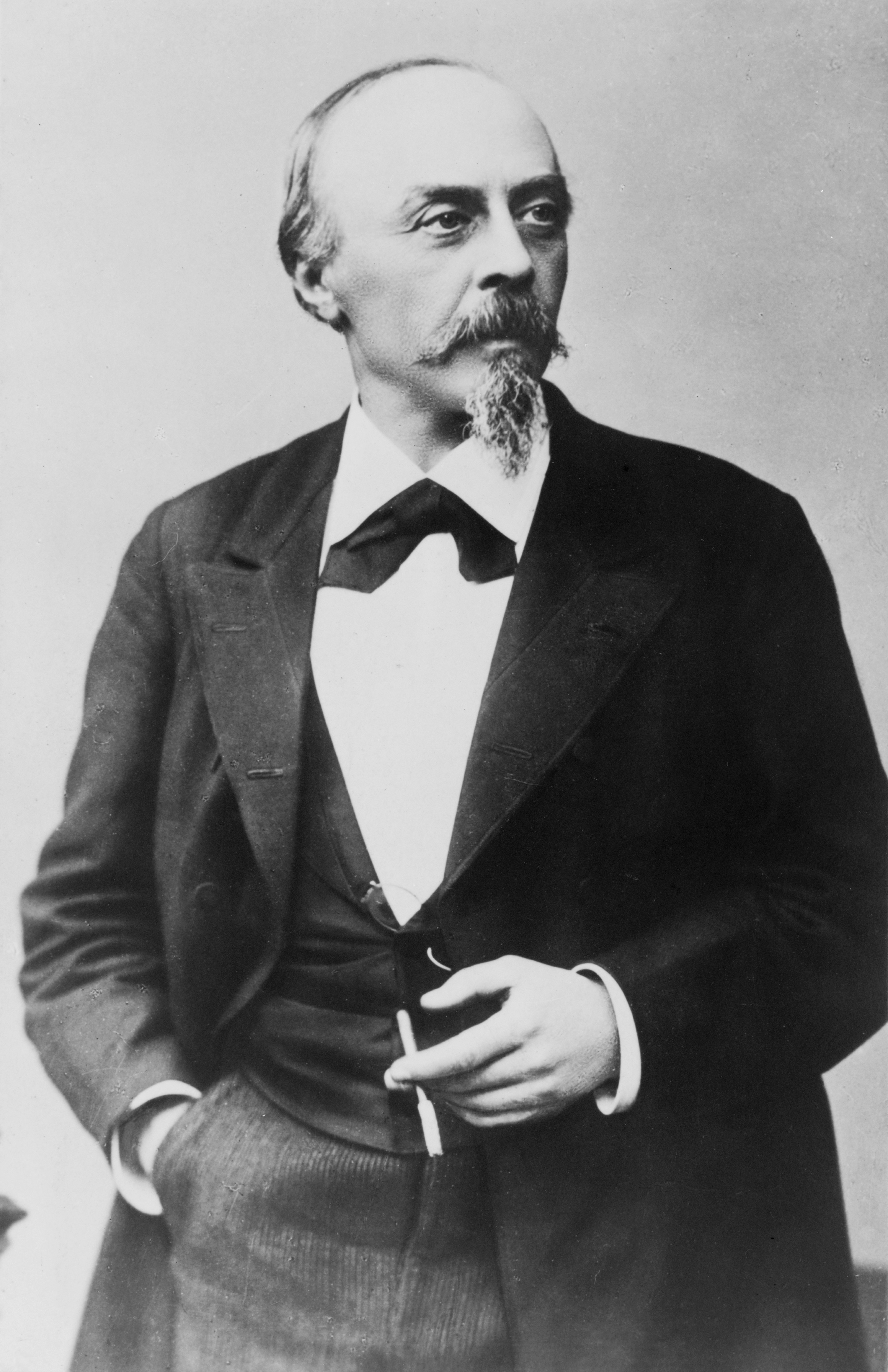
Hans von Bülow dirigió dos de los «Walter Bache Annual Concerts».

Después de trasladarse a Roma, en junio de 1863, Bache volvió a su ciudad natal, Birmingham, para conseguir fondos para la construcción de una ventana conmemorativa en memoria de su hermano Edward. Entre esos esfuerzos realizó una representación del oratorio Paulus de Mendelssohn, en el que fue destacada su interpretación del órgano, y un recital para piano solista que ofreció algunas obras de Liszt. Los críticos se mostraron poco receptivos a la música del compositor húngaro y aconsejaron a Bache que programara obras menos aventuradas si quería que su carrera tuviera éxito. Las cosas no mejoraron cuando se trasladó a Londres en 1865. La Guerra de los románticos entre las facciones musicales conservadoras y liberales estaba en su apogeo y se encontró a sí mismo marcado como «peligroso» por haber estudiado con Liszt. Esto fue claramente ilustrado cuando Bache realizó una visita a J.W. Davison, entonces el crítico musical más poderoso de Londres. Dicha visita estaba justificada: Davison conocía a Edward y compartía el mismo punto de vista conservador que su hermano. Bache relata que fue a visitar a Davison y entregó su tarjeta, la criada regresó y le dijo: «Perdone, señor, pero el Sr. Davison dice que no está en casa».
Peligroso o no, Bache pronto comenzó una cruzada permanente para popularizar las obras de su maestro en Inglaterra. En 1865, comenzó una serie de conciertos anuales junto con el barítono Gustave García. Comenzaron modestamente, en Collard's Rooms, en Grosvenor Street. Cuando su popularidad aumentó, se reubicaron en la más espaciosa Beethoven Rooms en Cavendish Square, luego en Queen's Concert Rooms en Hanover Square y, finalmente, en St. James's Hall en Regents Square. El primero de estos conciertos fue de obras instrumentales y de cámara y arreglos para piano. En 1868, habían crecido para incluir obras corales, que les permitieron programar piezas como Soldatenlied de Liszt y coros de Tannhäuser y Lohengrin de Wagner. Hacia 1871, cambiaron los conciertos por un formato orquestal.
Los conciertos, que tuvieron lugar en febrero o marzo y continuaron hasta 1886, fueron conocidos como los «Walter Bache Annual Concerts» («Conciertos anuales de Walter Bache»). Se convirtieron en parte integrante de la escena musical londinense, atrayendo la atención de la prensa y de otros músicos eminentes. Aunque parte de la cobertura de prensa que recibieron fue positiva, en general Bache tuvo que hacer frente a constantes muestras de desprecio y oposición por parte de los críticos y compañeros músicos hacia la música que presentaba. La noticia impresa en Athenaeum después de su primer concierto fue típica: «El martes, el Sr. Gustave García, uno de los mejores barítonos, y el Sr. Walter Bache dan un concierto en compañía. No podemos pensar que 'Los preludios', un dueto muy difícil del abbé Liszt para dos pianos, valiera el esfuerzo realizado por una pareja de intérpretes tan talentosos como él mismo y el Sr. Dannreuther. Sin embargo, fue bien recibida». En gran parte gracias a la perseverancia de Bache, al menos parte del público fue convenciéndose gradualmente del valor de la música de Liszt.

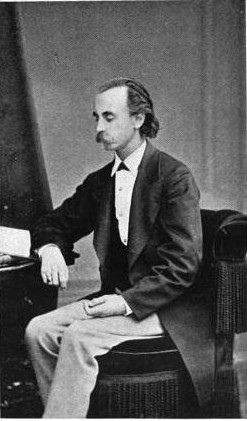
August Manns dirigió cuatro de los conciertos anuales organizados por Bache.

En estos conciertos, Bache aparecía con frecuencia como solista, acompañado o como director, pero también acompañado por otros artistas en un intento por mostrar que no estaba dando los conciertos para su propio engrandecimiento. Bülow dirigió dos de ellos, al igual que Edward Dannreuther. August Manns, el director de una serie de conciertos orquestales celebrada en The Crystal Palace y un admirador de las obras de Liszt, dirigió cuatro. La mayoría de instrumentistas que actuaron eran también miembros de la orquesta de The Crystal Palace para asegurar que el nivel de la actuación fuera lo más alto posible. Entre los solistas invitados destacó el violinista August Wilhelmj, que interpretó la Chacona en re menor de Johann Sebastian Bach en un concierto.
Para estos conciertos, Bache programó cinco de los Poemas sinfónicos de Liszt, las sinfonías Fausto y Dante, el Salmo decimotercero y la Leyenda de Santa Isabel. También se interpretaron obras de Berlioz, Schumann y Wagner, pero predominaron las composiciones de su maestro. Mientras que las representaciones de las sinfonías Fausto y Dante fueron los estrenos británicos, los poemas sinfónicos habían sido previamente introducidos en The Crystal Palace; sin embargo, Bache creía que ofrecer repetidas interpretaciones de los poemas sinfónicos era importante para familiarizar al público con ellos. Interpretaron en tres ocasiones Los preludios en los conciertos Bache, Mazeppa, Sonidos de fiesta y Orfeo cada uno dos veces, y Tasso en una única ocasión. Parte de esta estrategia de familiaridad fue la inclusión de los arreglos para dos pianos de los poemas sinfónicos como vía para preparar al público para las versiones orquestales. Bache había comenzado esta práctica con su primer concierto en 1865, cuando, junto con Dannreuther, presentó el arreglo para dos pianos de Los preludios. Otra parte de esta estrategia fue suministrar ensayos eruditos, bien pensados y meticulosamente detallados como notas de programa. Algunas veces, era el propio Bache quien los escribía; otras veces, se basó en teóricos destacados como Carl Weitman y Frederick Niecks. Según el musicólogo Alan Walker, «están llenos de ideas que eran tanto nuevas como originales para esa época y están profusamente ilustrados con ejemplos musicales, un signo claro de que estaban dirigidos a un público sofisticado y estaban destinados a tener una potencial vida una vez que el concierto hubiera terminado». Según Walker, todavía son estudios valiosos para los expertos en Liszt, como muchas de sus ideas, que se han transmitido a través de los miembros del círculo cercano del compositor húngaro, probablemente teniendo como origen al propio compositor. Estas notas, junto con la inclusión de los arreglos para dos pianos y que el musicólogo Michael Allis denomina «un enfoque reflexivo de la programación [...] todo contribuye a una mercadotecnia agresiva de la nueva situación de Liszt como compositor».
Los conciertos supusieron un considerable desembolso financiero para Bache, quien no tuvo un salario regular hasta 1881 y tuvo que ganarse su sustento como profesor. Hacia 1873, escribió que tenía que «decidir si me voy a dedicar por completo a la producción de obras orquestales y corales de Liszt (que después de todo no puede ser inmortal como Bach, Beethoven y Wagner: aquí creo que Bülow tiene razón). O debo mejorar el objeto de mi vida y no gastar el tercio de mis ingresos en una noche». Bülow estaba tan preocupado por la situación de Bache como para renunciar a sus honorarios después de un concierto que dirigió y contribuyó a la economía de Bache con cincuenta libras de su propio bolsillo. Liszt también se preocupó, y escribió «durante años [Bache] ha sacrificado dinero para representar mis obras en Londres. Varias veces le advertí en contra de esto, pero respondió imperturbablemente '¡Eso es asunto mío!'». Siempre que se le preguntaba a Bache acerca de los recursos financieros para los conciertos, le contestaba que el coste era «una justa recompensa» y añadía que incluso si Liszt le hubiera cobrado por sus lecciones en la misma proporción que un profesor de piano medio, todavía seguiría profundamente en deuda con él.

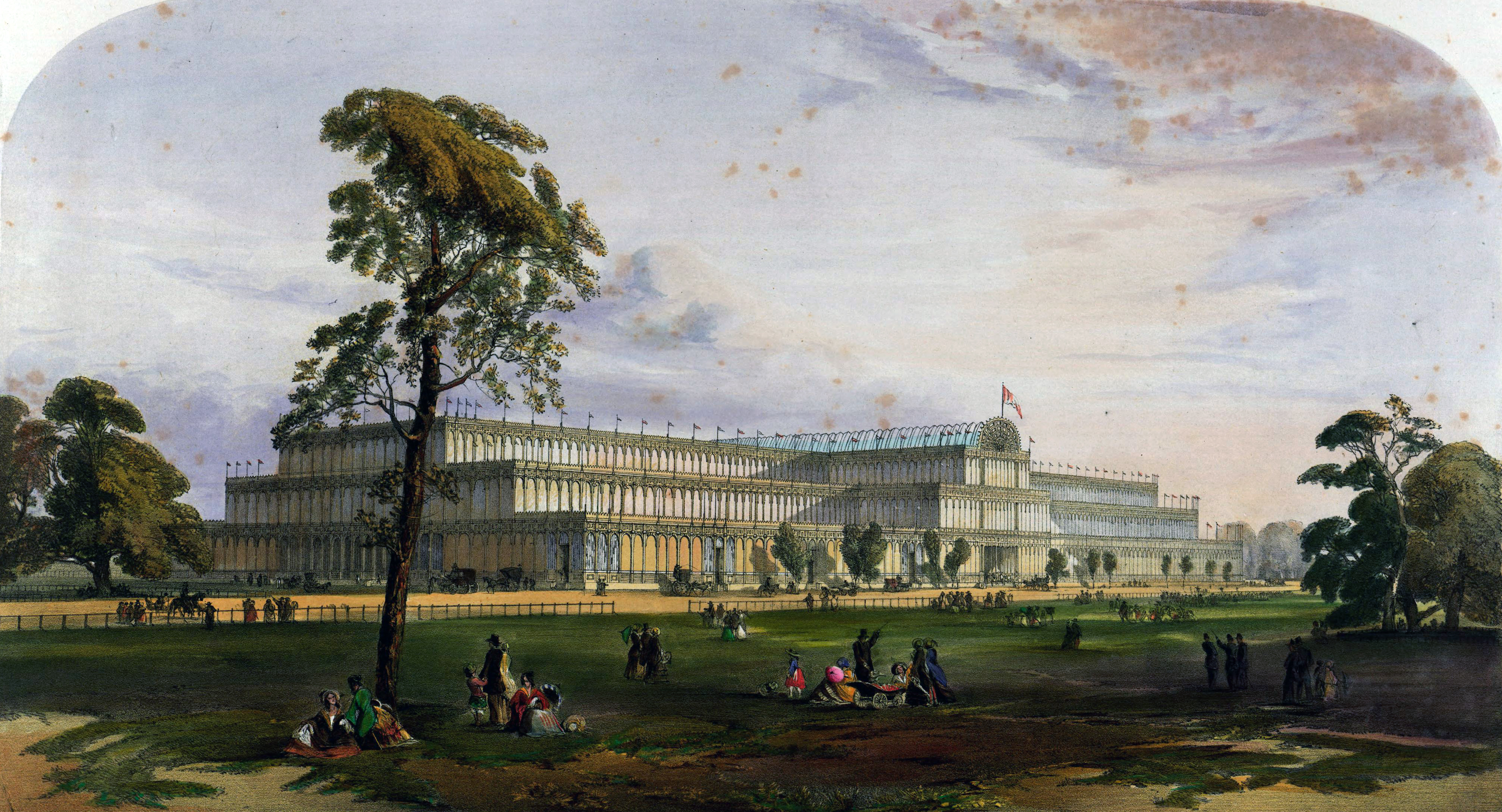
Varios de los conciertos de Bache para promover las obras de Franz Liszt tuvieron lugar en The Crystal Palace.

Además de los conciertos orquestales, Bache dio una serie anual de recitales como solista el día del cumpleaños de Liszt, el 22 de octubre, entre 1872 y 1887. En octubre de 1879, dio su primer recital completamente sobre Liszt. En alguno de estos recitales, se interpretaron los arreglos para dos pianos de las obras orquestales de su maestro. Se presentó la versión para dos pianos de Mazzepa en octubre de 1876, dos meses antes del estreno de su versión orquestal en The Crystal Palace y cuatro meses antes de que Bache presentara su propio concierto orquestal. Monthly Musical Record creía que «Había [...] una buena razón para introducirlo como un dueto, con el fin de familiarizar a los oyentes con ello de antemano» y Musical Standard consideró que presentar el arreglo para dos pianos era «una inmensa ayuda para aquellos que deseaban formarse un juicio correcto sobre ello en su primera interpretación orquestal [...] ya que es imposible, incluso con las mejores intenciones, estimar correctamente las mejores obras de Liszt después de una única audición». Liszt permaneció agradecido a Bache y se lo demostró en varias ocasiones, escribiéndole «Sin Walter Bache y sus largos años de abnegado esfuerzo en la propaganda de mis obras, mi visita a Londres hubiera sido impensable».

### Celebraciones por el 75.º cumpleaños de Liszt
Bache había deseado mucho poder llevar a Liszt a Londres, ciudad que el compositor húngaro había visitado en 1841 cuando todavía era un virtuoso de gira, y Liszt sabía que todo lo que sustentaba su música en esa ciudad era en gran parte debido a los esfuerzos de su alumno. Al menos en parte para saldar su deuda que sentía que tenía con Bache, Liszt aceptó su invitación para asistir a las celebraciones para conmemorar su 75.º cumpleaños en abril de 1886. Estas celebraciones incluían la fundación de una beca para piano en la Royal Academy of Music, una representación de su oratorio La leyenda de Santa Isabel dirigido por Alexander Mackenzie en St. James's Hall, una audiencia con la reina Victoria y una recepción pública en honor a Liszt en la Grosvenor Gallery. Bache estuvo involucrado en estos cuatro eventos, que tuvieron un gran éxito; por demanda popular Santa Isabel tuvo que ser repetida en The Crystal Palace.

### The Working Men's Society

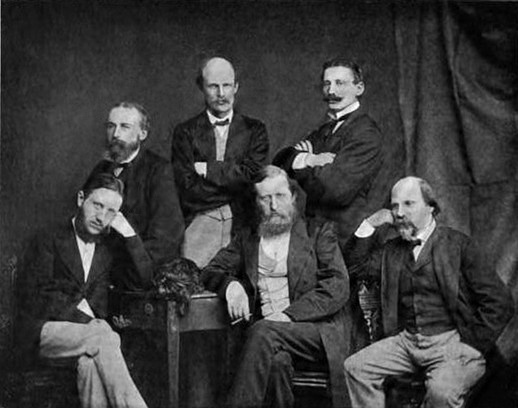
Fotografía de The Working Men's Society en Londres, circa 1868. De izquierda a derecha: Edward Dannreuther, A. J. Hipkins, Walter Bache, Karl Klindworth, Fritz Hartvigson y W. Kumpel.

En el verano de 1867, Bache y Dannreuther formaron The Working Men's Society (‘Sociedad de los hombres trabajadores’), una pequeña asociación para promover la música de Wagner, Liszt y Schumann en Inglaterra, con Karl Klindworth como el miembro de más edad. La sociedad se reunía regularmente en la casa de alguno de ellos para el estudio y discusión de la música. La primera sesión de estudio tuvo lugar en diciembre y consistió en la «Spinnerlied» de la ópera de Wagner El holandés errante, interpretada por Dannreuther a partir de una transcripción para piano de Liszt. En la reunión del mes siguiente, el grupo abordó las dos primeras escenas de El oro del Rin. En la reunión siguiente representaron una lectura de La valquiria. Ninguna de las dos obras había sido representada en ningún sitio; sus estrenos mundiales en la Ópera de la corte de Múnich fueron dos años más tarde. La especial relación de Klindworth con Wagner aseguró que el grupo tuviera acceso a las partituras. En la reunión de julio de 1869, la alumna de Liszt Anna Mehlig interpretó el Primer concierto para piano de su maestro para el grupo. Wagner y Liszt no fueron los únicos compositores objeto de discusión: Bach, Beethoven, Chopin, Henselt, Raff y Schumann también estuvieron entre los músicos cuyas obras fueron interpretadas. Sin embargo, la principal atención del grupo permaneció centrada sobre la música de Wagner.

### Últimos años
Bache se convirtió en profesor de piano de la Royal Academy of Music en 1881; la fundación de la Beca Liszt en la institución en 1886 se debió principalmente a sus esfuerzos. Bache falleció en Londres el 26 de marzo de 1888, a los cuarenta y cinco años de edad, tras una breve enfermedad. La causa de su muerte fue un resfriado, que le provocó una ulceración de la garganta, que «fue demasiado para su exceso de trabajo y su naturaleza altamente excitable»; aparte de eso, había tenido una buena salud y había dado clases a unos alumnos un par de días antes de su fallecimiento. Tras su muerte, el nombre de la beca de la Royal Academy cambió a Beca Liszt-Bache.

## Bache como pianista

### Técnica y repertorio
Desde sus primeros conciertos, Bache fue destacado por mostrar seriedad en sus interpretaciones y una excelente técnica pianística. Fue especialmente destacado por la uniformidad y claridad de sus escalas y la «gran delicadeza y refinamiento de sentimiento» en su forma de interpretar. Como Hans von Bülow, era considerado un pianista «intelectual» que realizó interpretaciones bien ejecutadas; también se consideraba que había ido mejorando con el tiempo, convirtiéndose en un intérprete menos voluble e «inquieto» y que a pesar de exageraciones ocasionales en sus interpretaciones, la calidad de su arte estuvo fuera de toda duda.
Aunque no fue el único pianista en Inglaterra que interpretó las obras de Liszt, Bache destacó en la interpretación de obras en concierto para piano solista, dos pianos y orquesta de este compositor. Además de los arreglos para dos pianos de los Poemas sinfónicos, los primeros dos conciertos para piano, la Sonata para piano en si menor y la Sonata Dante, Bache interpretó varias transcripciones, cinco de las Rapsodias húngaras, y varias obras virtuosísticas de menor entidad y miniaturas que a menudo destacaron «la naturaleza melódica de la composición de Liszt». Bache también interpretó una serie de obras de otros compositores en sus recitales, muchos de los cuales son poco conocidos hoy en día. Agradecido por la asistencia de Bülow como director de dos de sus conciertos anuales, Bache programó varias de sus obras para piano en sus recitales. También interpretó obras de Mackenzie, Mendelssohn, Mozart, Raff, Silas, Chaikovski y Volkmann, y piezas más familiares de Bach, Beethoven y Chopin.
Al igual que Bülow, Bache interpretó obras de memoria en lugar de seguir la partitura, en una época en que hacerlo era objeto de debate. También como Bülow, comenzó a dar recitales dedicados por completo a la obra de un único compositor; así, en 1879, comenzó exclusivamente con Liszt y en 1883 experimentó con conciertos sobre obras de Beethoven únicamente.

### Recepción
Bache fue considerado una autoridad en la música de Liszt. Sobre su interpretación de la Sonata para piano en si menor, Musical Standard escribió que Bache había hecho propia la obra, dando la impresión de que la interpretación de Liszt de la pieza y la de Bache eran en esencia iguales. Sin embargo, aunque las interpretaciones de Bache eran universalmente aclamadas, las obras que eligió para interpretar tuvieron una recepción dispar. Musical Standard escribió, después de una interpretación del Primer concierto para piano en 1871, que, aunque la forma de tocar del pianista era excelente, no había nada que hiciera interesante el «estrafalario» concierto de Liszt. Athenaeum escribió sobre la misma interpretación que, aunque el concierto era complicado, no hubo dificultad en el seguimiento de la obra interpretada por Bache.
También elogiaron a Bache por su interpretación de obras de otros compositores. Musical Standard escribió que parecía familiarizado con cualquiera que fuera el estilo musical de las piezas que interpretara. Musical World destacó que sus interpretaciones de Chopin, Raff, Schumann y Weber mostraban «verdadero espíritu y gusto artístico». Destacó su interpretación de obras de Bach, como la de la Fantasía y fuga cromática que fue «limpia y altamente terminada». Bache también afirmó haber dado una interpretación «magistral» del Concierto para teclado en re menor del compositor alemán.
A pesar de haber recibido críticas positivas por su estilo pianístico, los problemas de Bache con los críticos por la música de Liszt tuvieron una repercusión negativa en su carrera interpretativa. Nunca fue invitado a la Philharmonic Society, incluso después de que Liszt lo recomendara personalmente como solista. Después de consultas por escrito de Musical Standard, que abiertamente le preguntaron por qué la carrera de Bache no había avanzado a pesar de su obvio talento, fue invitado en 1874 para tocar en The Crystal Palace. Aunque alabaron su forma de tocar, su elección de la música (los arreglos de Liszt de la Polonesa brillante para piano y orquesta de Weber) fue ridiculizada como increíblemente descarada. También apareció en conciertos dirigidos por Hans Richter, como organista en el poema sinfónico de Liszt La batalla de los hunos y como pianista en la interpretación de la Fantasía coral de Beethoven y el Concierto para piano n.º 2 de Chopin.